# Анкум
А́нкум (нім. Ankum) — громада в Німеччині, розташована в землі Нижня Саксонія. Входить до складу району Оснабрюк. Складова частина об'єднання громад Берзенбрюк.
Площа — 66,32 км2. Населення становить 7768 ос. (станом на 31 грудня 2021).

## Галерея

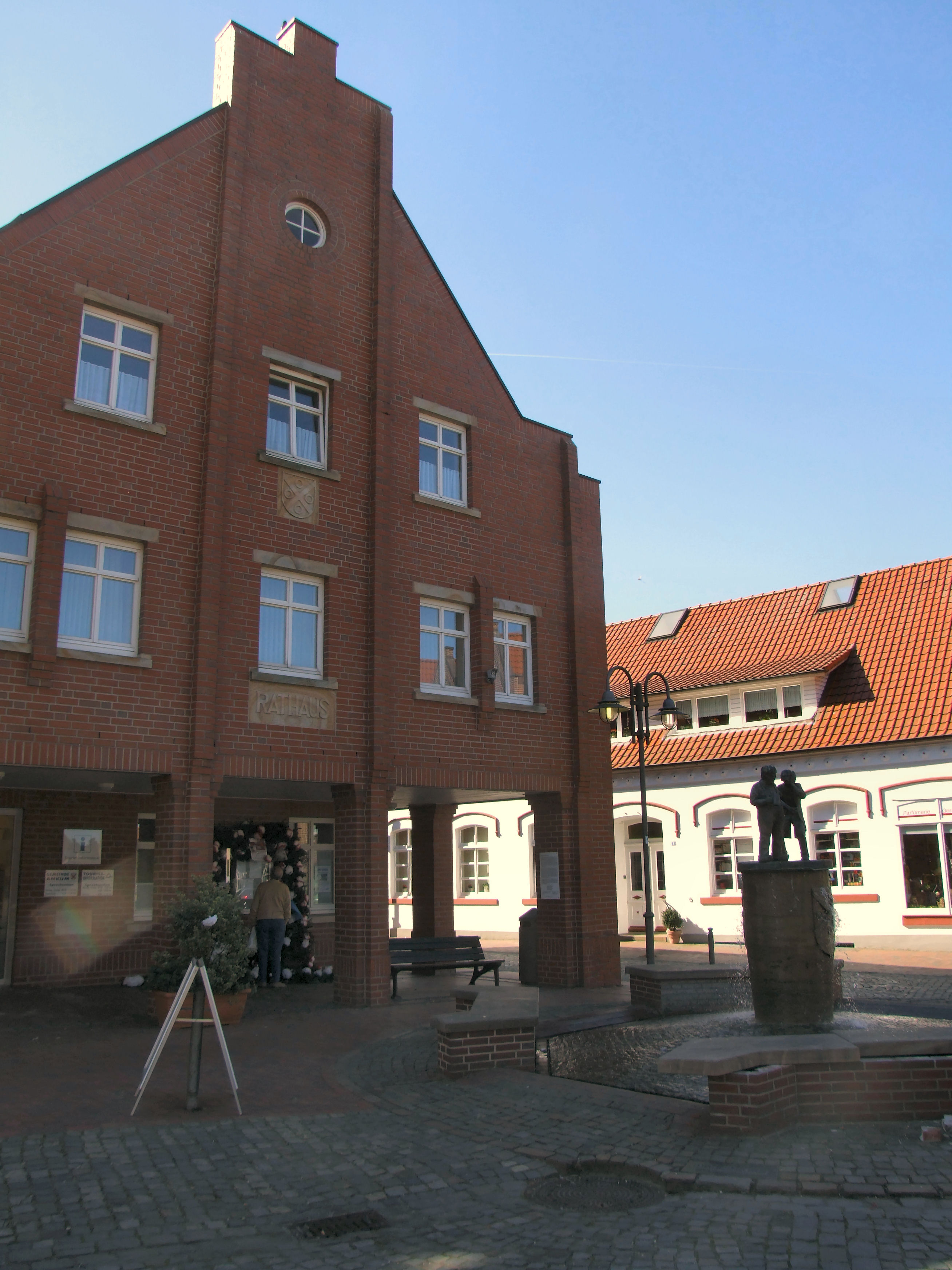
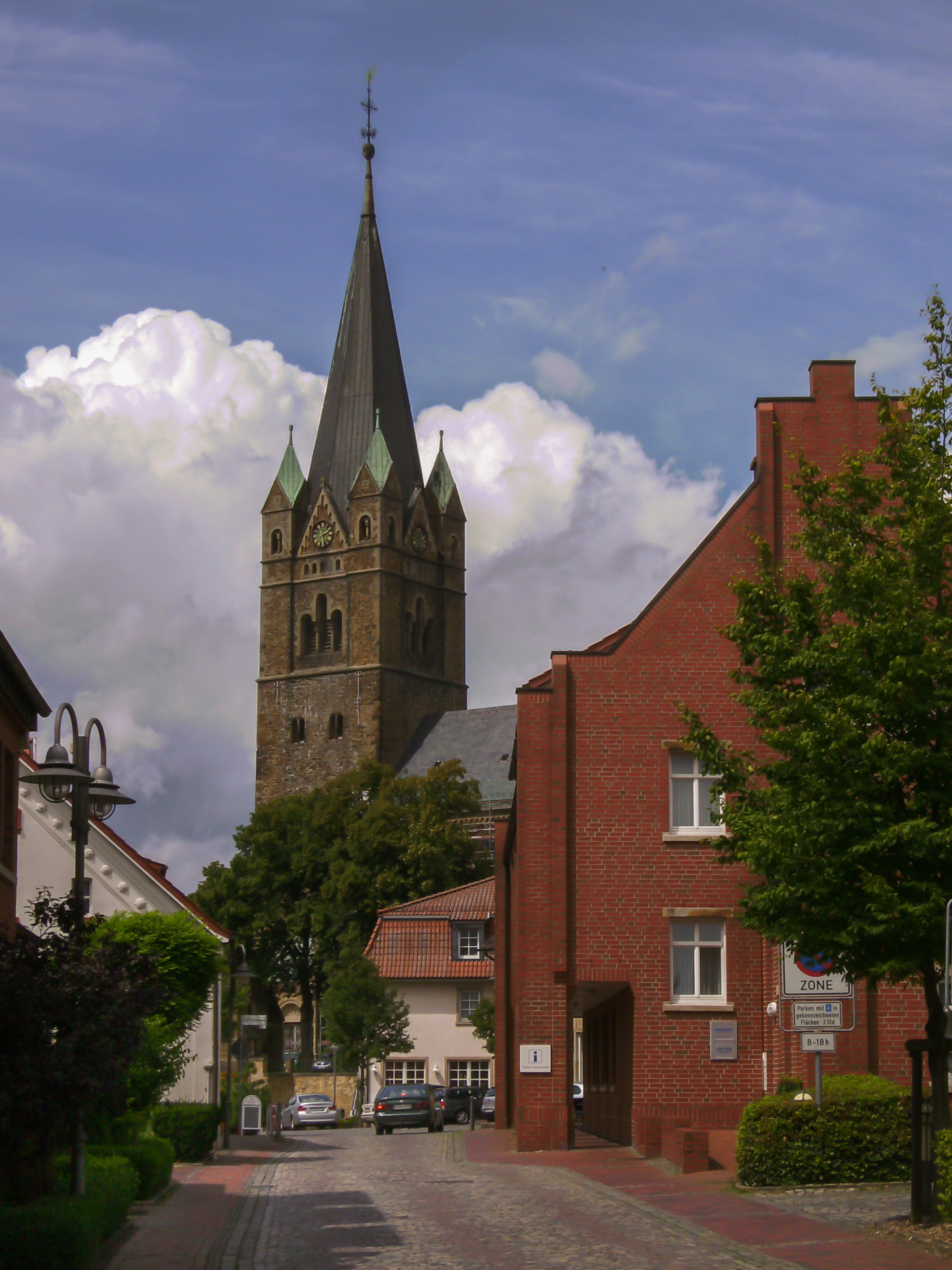
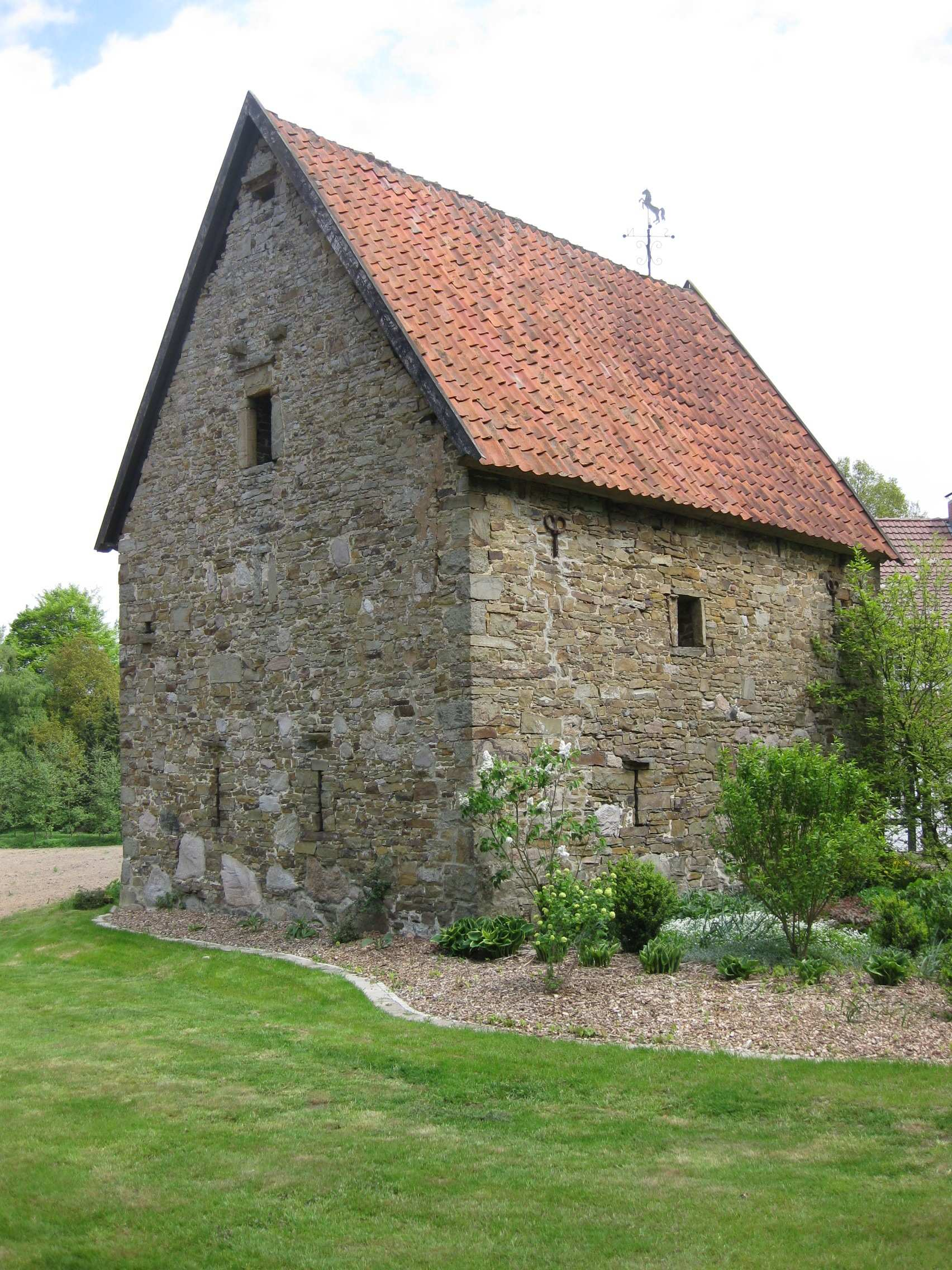
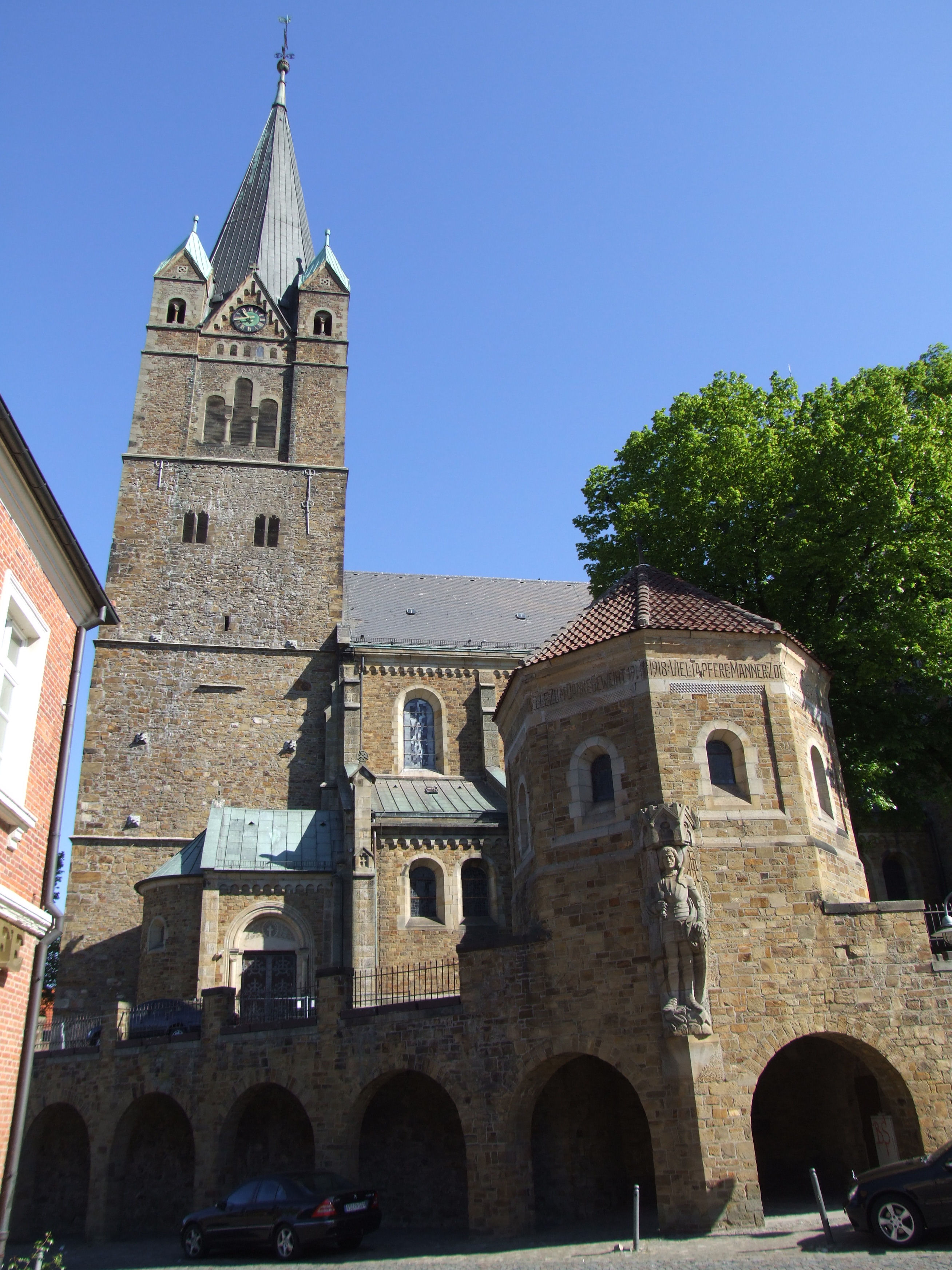
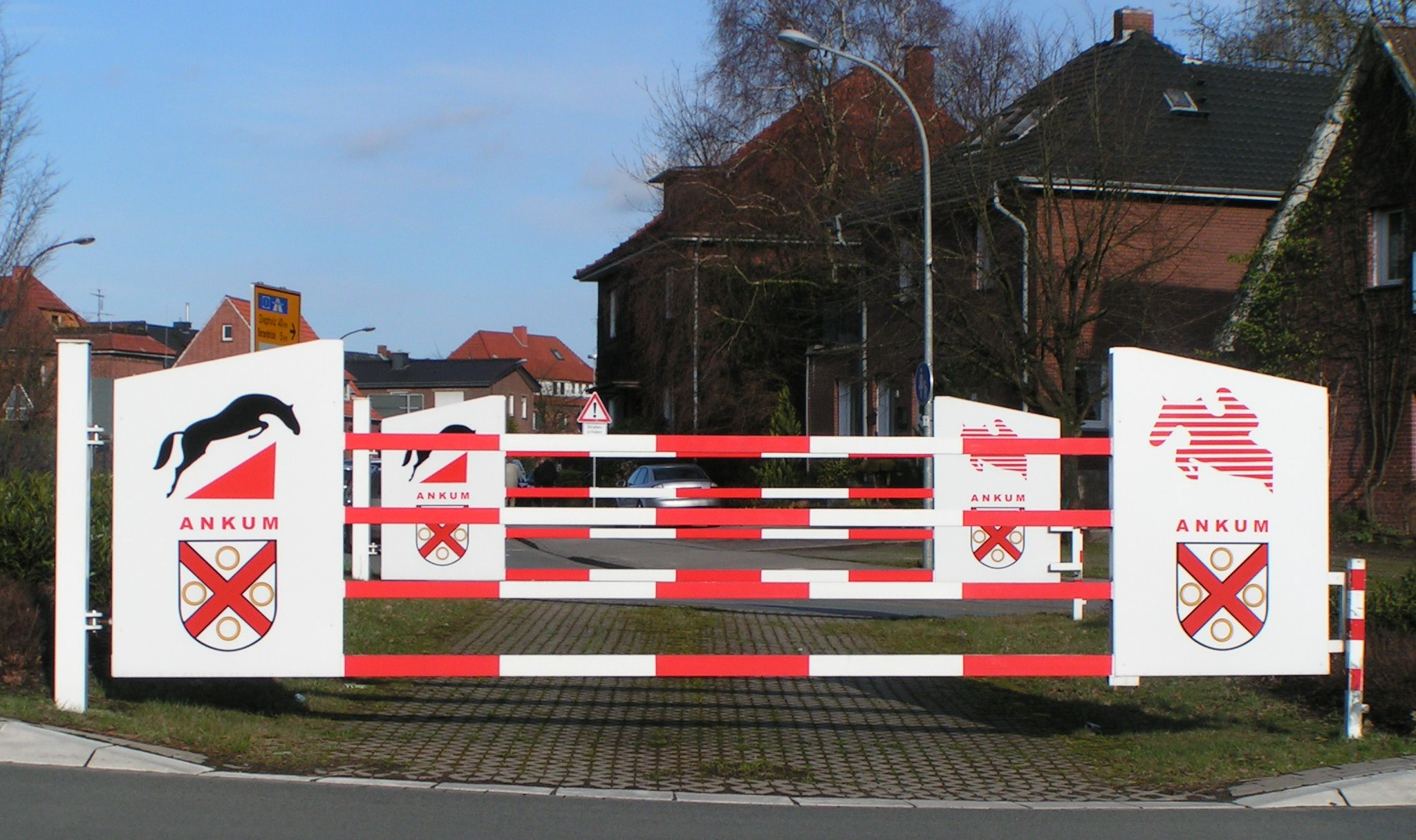
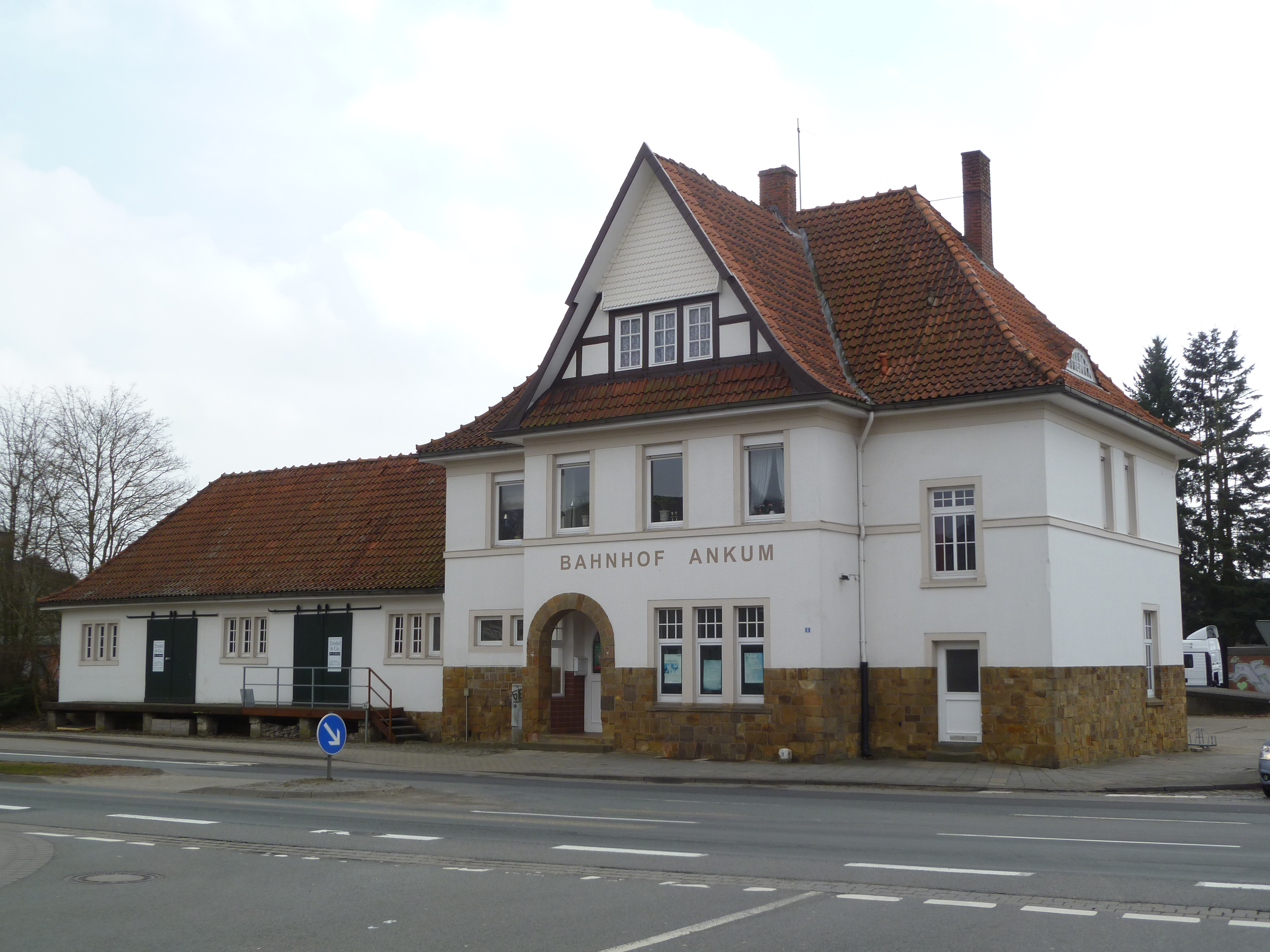